# Makrónissos
Makrónissos  (grec moderne : Μακρόνησος, « île longue »), ou en français Macronèse, est une petite île de l'archipel des Cyclades, située au sud-est de la pointe de l'Attique, à l'ouest de Kéa et au sud de la ville de Laurion. Elle dépend administrativement du district régional de Kéa-Kythnos.

## Géographie
L'îlot a une superficie de 18,4 km2 et un littoral de 28 km. Tout en longueur, il fait environ 13 km de long sur 500 à 1 500 m de large. C'est une île aride, rocheuse, au relief peu élevé. Son sommet est à 281 m.

## Histoire

### Antiquité
Dans l'Antiquité, l'îlot se serait appelé Hélène, car la belle, enlevée par Pâris, s'y serait arrêtée, soit en allant, soit en revenant de Troie. Des preuves archéologiques montrent que l'îlot était habité dès la fin du Néolithique (Ve millénaire av. J.-C.). Par ailleurs, on y a retrouvé notamment des morceaux de colonnes et les fondations d'un grand bâtiment antique.

### Guerre des Balkans (1912-1913)
Pendant la guerre des Balkans, un grand nombre de prisonniers turcs ont été transférés à Makronissos et y ont vécu jusqu'à la signature de la paix, avant d'être envoyés vers la Turquie. Nombre d'entre eux y sont cependant morts de maladies contagieuses et ont été enterrés sur place.

### Première Guerre mondiale (1914-1918)
C'est dans le chenal séparant Makronissos et l'île de Kéa que le navire-hôpital Britannic, jumeau du Titanic, a coulé, le 21 novembre 1916, touché par une mine à 8h02 du matin. Il a atteint le fond de la mer Égée 55 minutes plus tard, et repose par 120 m de fond. Le naufrage a fait une trentaine de morts. Plus de 1 000 personnes ont été sauvées par les pêcheurs de Korissia, village de Kéa. Le navire ne transportait pas de blessés à ce moment-là ; il se rendait sur le front des Dardanelles.

### Années 1920
L'île est utilisée comme camp de transit pour les réfugiés d'Asie Mineure, après la guerre gréco-turque (1919-1922).

### Guerre civile (1946-1949)
Durant la guerre civile grecque et la dictature des colonels, Makronissos fut utilisé comme lieu de déportation des opposants politiques, principalement les communistes. L'îlot est ainsi considéré comme un monument commémoratif de la guerre civile.
En 1946, alors que le reste de l'Europe célébrait la paix retrouvée et pansait ses plaies, la Grèce entrait dans une période de misère et dans la guerre civile. Le Parti communiste de Grèce (KKE) était interdit, de même que l'Armée populaire de libération nationale (ELAS), qui avait mené la résistance contre l'occupant nazi, ainsi que le Front de libération nationale (EAM) et l'organisation politique de la jeunesse grecque (EPON). Des milliers de communistes et de militants de gauche ont été exécutés par des tribunaux militaires. Et près de 50 000 ont été exilés vers des îles éloignées et isolées. 
En 1946, à Makronissos, s'est ouvert le premier camp de concentration européen après la fin de la Seconde Guerre mondiale, 22 mois après la libération du dernier camp nazi à Dachau en avril 1945. Le camp a été rapidement soutenu par des fonds du plan Marshall, à la suite de la doctrine Truman. Concrètement, le premier camp de Makronissos a été établi par les troupes britanniques, qui y ont emprisonné le 2e bataillon de l'ELAS. Puis le 3e bataillon a été transféré de Thessalonique vers Makronissos ainsi que le 1er bataillon, venu, lui, de l'île de Gioura. Les officiers de l'ELAS ont été transférés des îles où ils avaient été exilés vers Makronissos. Fin 1947, plus de 20 000 prisonniers avaient été conduits dans l'île.

### 1949-1967
En 1949, les citoyens exilés dans diverses îles ont été réunis à Makronissos ; l'opérationa été menée sous la supervision de la gendarmerie. En octobre 1949, le parlement grec votait une loi sur la « rééducation nationale » et créait l’Organisation des camps de réhabilitation de Makronissos. Cette institution comprenait cinq ministres (Justice, Ordre public, Intérieur, Défense nationale et Éducation). Le but était de « rééduquer » en citoyens modèles les « mauvais » Grecs , considérés comme des « traîtres » et des « ennemis de l'État », bien qu'ils aient participé activement à la résistance nationale contre l'occupation nazie. 
Cette réhabilitation a reçu le nom de « baptême de Siloam ». Les prisonniers vivaient sous tente, aussi bien sous l'extrême chaleur que le froid, subissant la faim et surtout la soif, l'isolement, les menaces et le lavage de cerveau. Ils enduraient de multiples tortures, qui consistaient notamment à leur briser les os avec des barres de fer ou à les fouetter avec des baguettes de bambou. Certains sont devenus invalides, aveugles, et d'autres en sont morts. Ceux qui étaient brisés psychologiquement signaient une déclaration dans laquelle ils reconnaissaient leurs erreurs et sollicitaient le pardon. Ils étaient alors envoyés en première ligne pour lutter contre leurs camarades. Ceux qui refusaient de signer risquaient de passer devant une Cour militaire, et d'être exécutés par un peloton d'exécution devant la prison militaire de Makronissos.

En 1949, des milliers de militants de gauche avaient été arrêtés préventivement et déportés à Makronissos. En janvier 1949, des femmes ont aussi été emmenées dans le camp du 1er bataillon.

Ce programme de « réhabilitation » a cessé mais des prisonniers politiques ont continué à être transférés à Makronissos jusqu'en 1957 dans les camps et jusqu'en 1960 dans la prison militaire. Selon les estimations, entre 50 000 et 100 000 personnes, originaires de toutes les régions de Grèce, sont passées par Makronissos entre 1947 et 1958.
L'île a été définitivement abandonnée en 1961.

### Aujourd'hui
Une fois abandonnée, l'île de Makronissos est cependant restée propriété du ministère grec de la Défense jusqu'en 1974. En 1988, a été fondée l'Association panhellénique des combattants emprisonnés à Makronissos (PEKAM). Le 16 mai 1989, la ministre de la Culture Mélina Mercouri a déclaré Makronissos site historique, et les bâtiments des camps ont été conservés à ce titre. En 1995, un décret de protection de l'île était adopté.

## Quelques déportés célèbres
- Yannis Ritsos (1909-1990), poète, a écrit une série de poèmes à Makronissos. Ils sont regroupés dans un ouvrage intitulé Temps pierreux, Makronissiotiques. « Ces poèmes ont été écrits à Makronissos, d’août à septembre 1949, au camp D de déportés politiques, avant que nous soyons transférés au bataillon B ; avant même de vivre toute l’horreur de Makronissos. Ces poèmes sont restés enterrés sur place dans des bouteilles scellées, et déterrés en juillet 1950 » (Yannis Ritsos, rabat du livre)[6].
- Mikis Theodorakis, compositeur, a été détenu à Makronissos durant une année, de 1948 à 1949. Il y a enduré de terribles tortures. En mars, ses tortionnaires lui brisent la jambe droite, plusieurs côtes et lui endommagent un poumon[7]. En août 2003, Mikis Theodorakis a donné deux concerts émouvants à Makronissos, où il est revenu après 45 ans.
- Manos Katrakis (1908-1984), acteur de théâtre.
- Basile Krivochéine (1900-1985), moine du Mont Athos, puis archevêque orthodoxe russe.
- Aris Alexandrou (1922-1978), écrivain communiste.
- Thanasis Vengos (1927-2011), acteur.
- Níkos Koúndouros (1926-), cinéaste.
- Stelios Kazantzidis (1932-2001), chanteur populaire, acteur de cinéma.
- Grigoris Bithikotsis (1922-2005), chanteur et compositeur populaire, interprète de nombreuses chansons composées par Mikis Theodorakis.
- Apóstolos Sántas (1922 -2011) « premier » résistant grec
- Titos Patrikios (1928-), sociologue, poète

## Hommages

### Cinéma
- Le Nouveau Parthénon (1975) de Kostas Chronopoulos et Giorgos Chryssovitsianos retrace la vie des prisonniers politiques dans les camps des îles de Gyaros et de Makronissos.
- Happy Day (1976) de Pantelís Voúlgaris est consacré au même thème.
- Makronissos (2008), de Ilias Giannakakis et Evi Karabatsou est un documentaire réalisé au terme de six années de recherche. Il présente des documents et films de l'époque ainsi que des témoignages particulièrement émouvants de rescapés du camp de concentration, mais aussi, pour la première fois, celui de l'ancien commandant du camp.
- Comme des lions de pierre à l'entrée de la nuit (2012), de Olivier Zuchuat

### Littérature
- Pascal Neveu (Choix, trad. et postface), L'amertume et la pierre: Poètes au camp de Makronissos, Éd. Ypsilon, 2013, 352 p.  (ISBN 978-2-356-54026-3)